# The Black Crook (musical)
The Black Crook (numa tradução livre: O Trapaceiro Negro) é muitas vezes considerada a primeira peça de teatro musical que está em conformidade com a noção moderna de um "livro musical". O livro é de Charles M. Barras (1826-1873), um dramaturgo americano. A música é feita principalmente de adaptações, mas algumas novas canções foram compostas para tocar, notavelmente March of the Amazons, de Giuseppe Operti, e You Naughty, Naughty Men, com música de George Bickwell e letras por Theodore Kennick.
Foi inaugurado em 12 de setembro de 1866 em Niblo's Garden na Broadway em Nova Iorque e teve um recorde de 474 performances. Teve uma turnê extensiva durante décadas e reviveu na Broadway em 1870-71, 1871-72 e muitas mais vezes depois disso. Esta produção deu à América a reivindicação para ter originado o musical. The Black Crook é considerado um protótipo do moderno musical em que as suas canções e danças populares são intercaladas ao longo de um jogo unificador e realizado pelos atores.
A produção britânica de The Black Crook, que estreou no Teatro Alhambra em 23 de dezembro de 1872, era uma versão de ópera bouffe baseada no mesmo material de origem francesa, com novas músicas de Frederic Clay e Georges Jacobi. O musical também foi produzido em 1882 em Birmingham, Alabama. Uma versão do cinema mudo de The Black Crook foi produzido em 1916. É a única versão para o cinema do show.

## Início

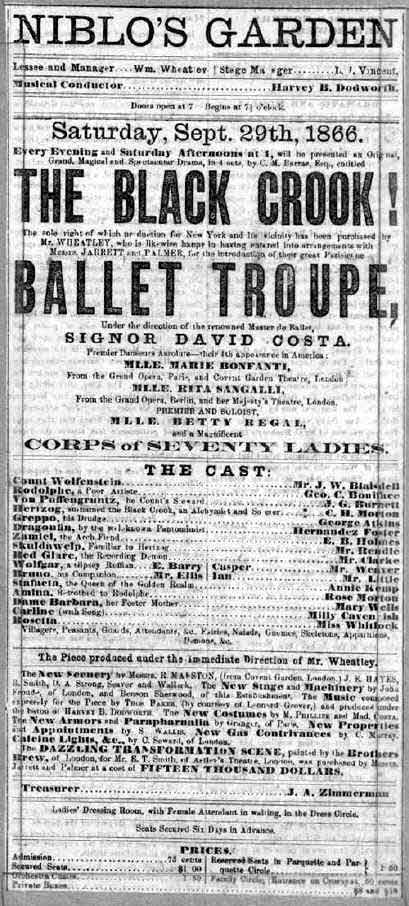
Programa da produção original de The Black Crook.

A peça The Black Crook nasceu em 1866, quando um grupo dramático e também companhia de balé em Paris juntaram forças em Nova Iorque. Henry C. Jarrett e Harry Palmer haviam contratado a companhia de balé para se apresentar no Academia de Música de Nova Iorque, mas a trupe foi deixada sem um compromisso quando um incêndio destruiu a Academia. Eles se aproximaram de William Wheatley gerente e produtor no Niblo's Garden para ver se eles poderiam usá-lo. Wheatley ofereceu-lhes a oportunidade de participar em um "espetáculo" musical, combinando suas forças de balé com o melodrama de Barras.
Em óperas, mesmo óperas cômicas com diálogos como A Flauta Mágica, os principais cantores deixaram a dança para a companhia de balé. Em burlesco, sala de concertos e vaudeville, há pouca ou nenhuma história unificadora, apenas uma série de esboços. Então a The Black Crook, com música e dança para todos, foi um passo evolutivo, e tem sido chamado de a primeira comédia musical.
No final dos anos 1860, após a Guerra Civil Americana, houve um aumento acentuado no número de trabalhadores e da classe média em Nova Iorque, e das pessoas mais ricas procurando entretenimento. Os teatros tornaram-se mais populares, e o Niblo's Garden, que havia anteriormente hospedado óperas, começou a oferecer comédia leve. The Black Crook foi seguido por The White Fawn (a corça branca) (1868), Barbe-bleue (ópera) (barba azul, ópera francesa) (1868) e Evangeline (musical) (1873), o musical de Edward E. Rice. Uma mostra aparentemente semelhante a partir de seis anos antes, As Sete Irmãs (1860), que executou 253 performances, agora está perdida e esquecida. Ele também incluiu efeitos especiais e mudanças de cena. O historiador de teatro John Kenrick sugere que o maior sucesso de The Black Crook resultou de mudanças trazidas pela Guerra Civil: Em primeiro lugar, as mulheres respeitáveis, tendo tido que trabalhar durante a guerra, já não se sentiam amarradas às suas casas e podiam assistir ao teatro, embora muitas o fizeram de forma velada. Isso aumentou substancialmente o público potencial para o entretenimento popular. Em segundo lugar, o sistema ferroviário da América tinha melhorado durante a guerra, tornando-se viável para as grandes produções em turnê.

## Produções

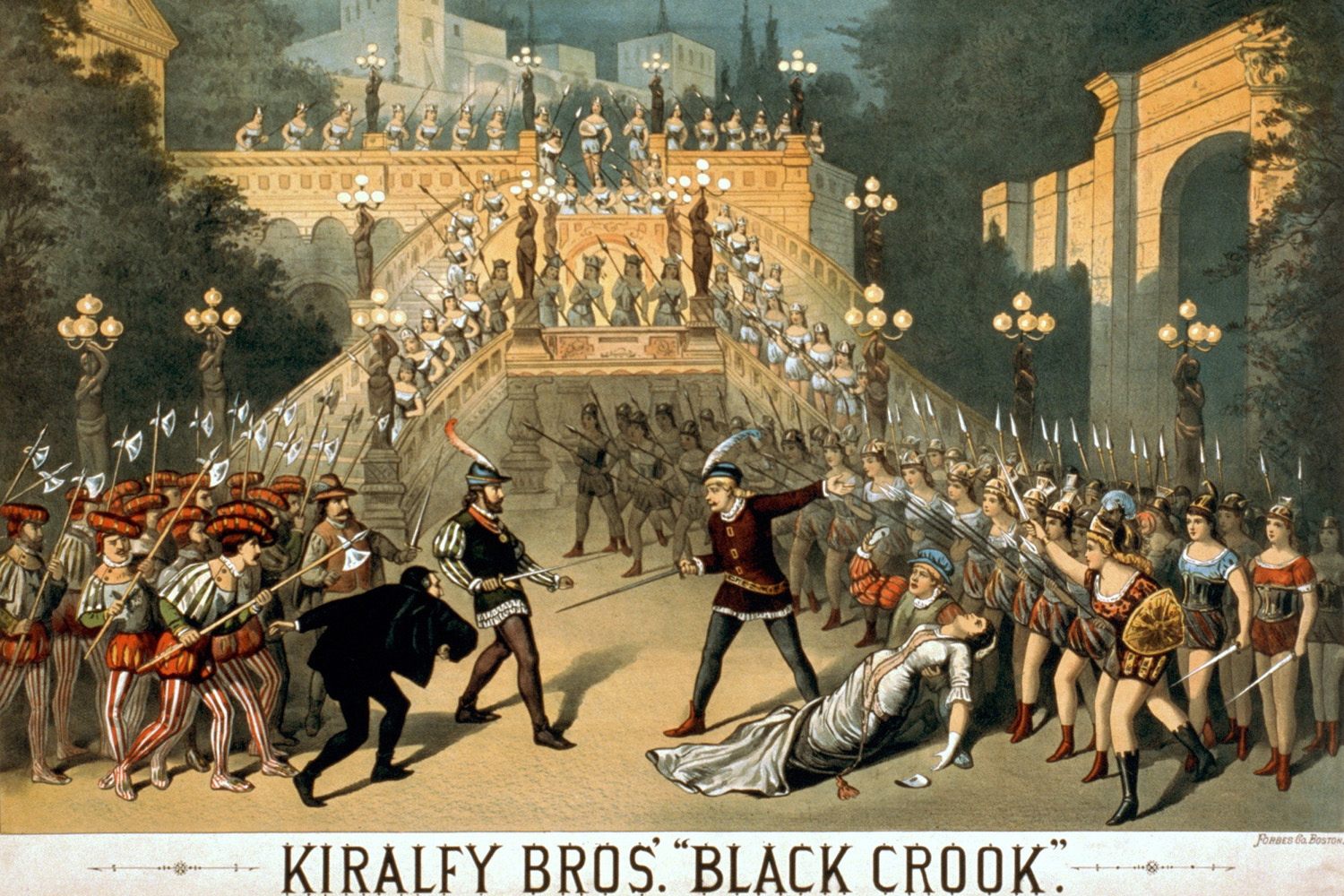
Pôster do irmãos Kiralfy (1873) do musical.

A produção original estreou em 12 de setembro de 1866 em 3.200 assentos no Niblo's Garden na Broadway. Teve duração de cinco horas e meia e apesar do seu comprimento, teve um recorde de 474 performances e as receitas ultrapassaram a faixa de um milhão de dólares, que era uma quantia inimaginável para a época. Foi produzido pelo gerente do teatro: William Wheatley, que também dirigiu a peça.
A produção incluiu efeitos especiais que eram o estado da arte, incluindo uma cena de transformação que converteu uma gruta rochosa em uma sala do trono do País das Fadas diante dos olhos do público. O elenco incluiu Annie Kemp Bowler, Charles Morton, John W. Blaisdell, EB Holmes, Millie Cavendish e George C. Boniface. O cartaz anunciado com grande ênfase à presença do "Balé da trupe das Setenta Senhoritas" coreografia de David Costa. Esta dança feminina com pouca roupa, em calças justas e mostrando a cor da pele fora um grande atrativo. Foi o suficiente para o público de classe média respeitável, mas muito ousado e polêmico, o suficiente para atrair uma grande quantidade de atenção da imprensa. Os solistas de dança foram duas bailarinas italianas da escola de Teatro alla Scala de Milão, Marie Bonfanti e Rita Sangalli, que passaram a estrelar novas produções de Nova Iorque. O musical então excursionou extensivamente por décadas e reviveu na Broadway em 1870-1871, 1871-1872, e pelos irmãos Kiralfy no Niblo's em 1873; e muitas outras vezes depois disso.
A produção britânica de The Black Crook, que estreou no Teatro Alhambra em 23 de dezembro de 1872, era uma versão de ópera bouffe baseada no mesmo material de origem francesa, com novas músicas de Frederic Clay e Georges Jacobi. O autor, Harry Paulton, estrelou como Dandelion, em frente à comediante Kate Santley, que tinha aparecido na Broadway em 1871-1872. The Black Crook, também foi produzido em 1882 em Birmingham, Alabama como a atração de abertura da noite da Casa de Opera O'Brien.

## Sinopse
O musical é definido em 1600 nas montanhas Harz da Alemanha. Ele incorpora elementos do Fausto de Goethe, Der Freischütz de Weber, e outras obras bem conhecidas.
O malvado e rico conde Wolfenstein pretende se casar com a jovem e encantadora aldeã: Amina. Com a ajuda Barbara, mão adotiva de Amina, o conde trama para que o noivo de Amina, Rodolphe, um artista empobrecido, caia nas mãos de Hertzog, um antigo mestre das artes secretas da magia negra. Hertzog fez um pacto com o Diabo (Zamiel, de "O Arco do Demônio"): ele pode viver para sempre se fornecer à Zamiel uma nova alma a cada véspera de Ano-Novo. Como Rodolphe é levado a este destino horrível, ele consegue escapar e descobre um tesouro enterrado, e salva uma pomba. A pomba se transforma magicamente em  Stalacta, Fada Rainha do Reino de Ouro, que estava fingindo ser um pássaro. A grata Rainha resgata Rodolphe por trazê-la de volta ao País das Fadas e, em seguida, reunindo-o com sua amada Amina. A conde é derrotado, demônios arrastam Hertzog para o inferno, e Rodolphe e Amina vivem felizes para sempre.